# رامزي فرتي فوت (كامبريدجشير)
رامزي فرتي فوت (بالإنجليزية: Ramsey Forty Foot)‏ هي قرية تقع في المملكة المتحدة في كامبريدجشير.